# Liga Provincial de Fútbol de Cutervo
La Liga Provincial de Fútbol de Cutervo es una de las 13 ligas provinciales que se juegan en el departamento de Cajamarca. Es la máxima competición organizada en la provincia de Cutervo  por encima de las Ligas Distritales. Anualmente clasifica a dos equipos para la Liga Departamental de Cajamarca. 
El torneo es jugado entre los equipos que clasifican desde las diferentes ligas distritales. En la actualidad no todos los distritos organizan ligas de fútbol, aquellos que lo hacen pueden clasificar hasta a dos equipos para esta instancia. 

## Ligas distritales
| Distrito                    | Liga Distrital                                          | Campeón 2025         | Subcampeón 2025 |
| --------------------------- | ------------------------------------------------------- | -------------------- | --------------- |
| Cutervo                     | Liga Distrital de Fútbol de Cutervo                     |                      |                 |
| Choros                      | Liga Distrital de Fútbol de Choros                      |                      |                 |
| Pimpingos                   | Liga Distrital de Fútbol de Pimpingos                   |                      |                 |
| San Luis de Lucma           | Liga Distrital de Fútbol de San Luis de Lucma           |                      |                 |
| Sócota                      | Liga Distrital de Fútbol de Socota                      | Cultural San Lorenzo | Pueblo Nuevo    |
| Calláyuc                    | Liga Distrital de Fútbol de Calláyuc                    |                      |                 |
| Querocotillo                | Liga Distrital de Fútbol de Querocotillo                |                      |                 |
| Santa Cruz                  | Liga Distrital de Fútbol de Santa Cruz                  |                      |                 |
| Santo Domingo de la Capilla | Liga Distrital de Fútbol de Santo Domingo de la Capilla |                      |                 |
| Cujillo                     | Liga Distrital de Fútbol de Cujillo                     |                      |                 |
| La Ramada                   | Liga Distrital de Fútbol de La Ramada                   |                      |                 |
| San Andrés de Cutervo       | Liga Distrital de Fútbol de San Andrés de Cutervo       |                      |                 |
| San Juan de Cutervo         | Liga Distrital de Fútbol de San Juan de Cutervo         |                      |                 |
| Santo Tomás                 | Liga Distrital de Fútbol de Santo Tomás                 |                      |                 |
| Toribio Casanova            | Liga Distrital de Fútbol de Toribio Casanova            |                      |                 |

## Lista de campeones
| Año  | Campeón                                                                                            | Distrito                                                                                           | Subcampeón                                                                                         | Distrito                                                                                           |
| ---- | -------------------------------------------------------------------------------------------------- | -------------------------------------------------------------------------------------------------- | -------------------------------------------------------------------------------------------------- | -------------------------------------------------------------------------------------------------- |
| 2008 | Comerciantes Unidos                                                                                | Cutervo                                                                                            | Estudiantes Casanovistas                                                                           | Cutervo                                                                                            |
| 2009 | CDC Carniche                                                                                       | Cutervo                                                                                            | Estudiantes Casanovistas                                                                           | Cutervo                                                                                            |
| 2010 | CDC Carniche                                                                                       | Cutervo                                                                                            | Deportivo Municipal                                                                                | Cutervo                                                                                            |
| 2011 | Alianza Cutervo                                                                                    | Cutervo                                                                                            | San Ramón                                                                                          | Cutervo                                                                                            |
| 2012 | Alianza Cutervo                                                                                    | Cutervo                                                                                            | CDC Carniche                                                                                       | Cutervo                                                                                            |
| 2013 | Comerciantes Unidos                                                                                | Cutervo                                                                                            | Deportivo Huracán                                                                                  | Calláyuc                                                                                           |
| 2014 | Los Inseparables                                                                                   | Cutervo                                                                                            | Fedip                                                                                              | Santa Cruz                                                                                         |
| 2015 | Alianza Cutervo                                                                                    | Cutervo                                                                                            | CDC Carniche                                                                                       | Cutervo                                                                                            |
| 2016 | No se disputó (los representantes de la Liga Distrital de Cutervo clasificaron a la Departamental) | No se disputó (los representantes de la Liga Distrital de Cutervo clasificaron a la Departamental) | No se disputó (los representantes de la Liga Distrital de Cutervo clasificaron a la Departamental) | No se disputó (los representantes de la Liga Distrital de Cutervo clasificaron a la Departamental) |
| 2017 | No se disputó (los representantes de la Liga Distrital de Cutervo clasificaron a la Departamental) | No se disputó (los representantes de la Liga Distrital de Cutervo clasificaron a la Departamental) | No se disputó (los representantes de la Liga Distrital de Cutervo clasificaron a la Departamental) | No se disputó (los representantes de la Liga Distrital de Cutervo clasificaron a la Departamental) |
| 2018 | Estudiantes Casanovistas                                                                           | Cutervo                                                                                            | Nuevo Oriente                                                                                      | Cutervo                                                                                            |
| 2019 | No se disputó (los representantes de la Liga Distrital de Cutervo clasificaron a la Departamental) | No se disputó (los representantes de la Liga Distrital de Cutervo clasificaron a la Departamental) | No se disputó (los representantes de la Liga Distrital de Cutervo clasificaron a la Departamental) | No se disputó (los representantes de la Liga Distrital de Cutervo clasificaron a la Departamental) |
| 2020 | No se disputó por la Pandemia de COVID-19                                                          | No se disputó por la Pandemia de COVID-19                                                          | No se disputó por la Pandemia de COVID-19                                                          | No se disputó por la Pandemia de COVID-19                                                          |
| 2021 | No se disputó por la Pandemia de COVID-19                                                          | No se disputó por la Pandemia de COVID-19                                                          | No se disputó por la Pandemia de COVID-19                                                          | No se disputó por la Pandemia de COVID-19                                                          |
| 2022 | Nuevo Tiempo                                                                                       | Cutervo                                                                                            | Estudiantes Casanovistas                                                                           | Cutervo                                                                                            |
| 2023 | Nuevo Tiempo                                                                                       | Cutervo                                                                                            | Juventud Tunasloma                                                                                 | San Luis de Lucma                                                                                  |
| 2024 | Urcurume                                                                                           | Cutervo                                                                                            | Virgen de la Natividad                                                                             | Pimpingos                                                                                          |
| 2025 | Pueblo Nuevo                                                                                       | Sócota                                                                                             | Cultural San Lorenzo                                                                               | Sócota                                                                                             |